# Ngarrindjeri

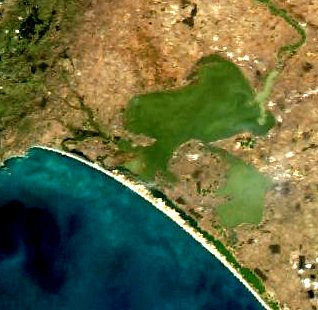
De Ngarrindjeri leeft in het gebied rond de rivier de Murray in Zuid-Australië.

De Ngarrindjeri is een volk in Australië. Ze behoren tot de Aborigines. Ze leven in het gebied rond de rivier de Murray in Zuid-Australië.
De Ngarrindjeri's zijn bekend vanwege het feit dat mannen en vrouwen nagenoeg gelijk waren. Dit is iets wat onder Aborigines nauwelijks voorkomt. Hoewel de heiligste rituelen aan de mannen waren voorbehouden, speelden vrouwen ook een belangrijke rol in het ceremoniële leven van de stam.
Het woongebied van de Ngarrindjeri's was een vruchtbaar gebied dat veel kolonisten aantrok. Het gevolg was dat de meeste Ngarrindjeri's rond 1900 al van gemengde afkomst waren. Nog geen vijftig jaar later waren nog slechts weinigen op de hoogte van oude tradities en gebruiken. De situatie verergerde toen de regering nog meer druk op de Aborigines uitoefende om op te gaan in de dominante Australische cultuur.
Tegenwoordig zijn de Ngarrindjeri's in sociaal-economisch opzicht beter geïntegreerd dan de meeste andere Aborigines. Toch houden ze vast aan hun identiteit en proberen ze hun oude tradities en geloofsopvattingen te reconstrueren en nieuw leven in te blazen. Dit wordt gedaan door de strijd aan te gaan tegen de projectontwikkelaars die hun heilige plaatsen verwoesten. Onder leiding van de vrouwen lukt dit redelijk en hebben de Ngarrindjeri's de aandacht van de media getrokken.